# Eric Clapton's Powerhouse
Eric Clapton's Powerhouse est un groupe de studio britannique formé en 1966 autour de Eric Clapton. Ils ont enregistré trois chansons, qui ont été publiées sur l'album du sampler Elektra Records, What's Shakin, en 1966. Une quatrième chanson possible est restée inédite.

## Histoire
Powerhouse est créé dès le départ avec l'idée d'être un projet de studio éphémère. Au cours des années 1965 et 1966, le producteur de musique américain Joe Boyd entreprend de créer un bureau londonien pour le label Elektra Records et recherche des talents britanniques pour participer à la première production de la division londonienne (un album de compilation). Le chanteur de Manfred Mann, Paul Jones, suggère alors de créer spécialement pour l'occasion un groupe « All-Stars ». 
Le groupe réunit Eric Clapton (guitare), Paul Jones (harmonica) et Jack Bruce (basse) de Manfred Mann, Steve Winwood (chant) et Pete York (batterie) du Spencer Davis Group et Ben Palmer (piano) qui avait déjà joué avec Clapton et Jones dans The Roosters. Initialement prévu à la batterie, Ginger Baker n'était pas disponible au moment de la formation du groupe.

## What's Shakin
Powerhouse n'enregistre que trois chansons (produites par Boyd) en mars 1966 qui sont disponibles sur la compilation Elektra What's Shakin' (titrée Good Time Music au Royaume-Uni) qui contient également des titres de The Lovin' Spoonful, Al Kooper, Tom Rush et The Butterfield Blues Band.
Les trois chansons sont : Crossroads de (R. Johnson), Steppin' Out de (M. Slim) et I Want to Know de (S. McLeod).
En raison d'obligations contractuelles, Winwood est mentionné sous le nom de Steve Anglo dans le livret original de l'album. La chanson I Want to Know a probablement été écrite par Jones lui-même sous le nom de sa femme Sheila McLeod. La chanson de James Bracken, Steppin' Out est incorrectement attribuée à « M. Slim », Memphis Slim étant le bluesman qui a fait de cette chanson un des piliers de son répertoire depuis les années 1950.
Certains enregistrements de Powerhouse ont également été réédités : Crossroads a été inclus dans la compilation de Winwood, Winwood, en 1971, sous le nom de Powerhouse ; I Want to Know figurait sur la compilation de Clapton, The History of Eric Clapton, en 1972, sous le nom de Powerhouse ; et tous deux ont été publiés ensemble sur la compilation de Winwood The Finer Things en 1995, attribuée simplement à Eric Clapton. Crossroads, I Want To Know et Steppin 'Out ont été inclus dans l'anthologie de Jack Bruce, Can You Follow? en 2008.

## Après Powerhouse
Bruce et Clapton formeront avec Ginger Baker, Cream en 1966, dont Ben Palmer deviendra gérant de tournée (tour manager en anglais). Winwood participera à la création de Traffic en 1967. Puis, en 1969, Clapton, Winwood et Baker créeront Blind Faith avec Rick Grech.